# Iván Rodríguez (actor)
Iván Rodríguez es un actor colombiano. Su formación artística fue inicialmente en el Teatro Escuela de Cali, con el director Enrique Buenaventura. Luego terminó su preparación artística en la Escuela de Teatro de la Universidad de Chile.

## Biografía
Iván vivió en diversas ciudades colombianas y también en países sudamericanos como Chile y Ecuador.  
Comenzó su carrera en la televisión en 1958. Ha participado en Revivamos nuestra historia, Teatro popular Caracol, El cuento del domingo y en telenovelas como Te voy a enseñar a querer, Amar y vivir y La rebelión de las ratas. Ha estado incursando en el teatro por más de 30 años. Participó en otras obras de teatro, teleseries con directores como Bernardo Romero Lozano, Jaime Botero, Boris Root, Bernanrdo Romero Pereiro, Kepa Amuchastegui, Pepe Sánchez, Carlos Duplat, entre otros. 
Sus últimas participaciones en la televisión han sido La Tormenta, Doña Bárbara, Tres Caínes, El corazón del océano, entre otras. Ha elaborado él mismo algunas pinturas, las cuales conserva aún.

## Filmografía

### Televisión
- El Virrey Solís (1981)
- La Mala Hierba (1982) — Dick Levi
- El bazar de los idiotas (1983)
- Cascabel (1983)
- Mosquera y Obando, vidas encontradas (1983) — José María Obando
- El Faraón (1984) — Rogelio Quiñones
- El Bogotazo (1984) — Carlos Lleras Restrepo
- Don Chinche (1985) — Segundo Arenas
- La espada de papel (1986)
- Me estás haciendo falta (1987)
- La rebelión de las ratas (1988)
- Vampiromania (1988 - 1989)
- Amar y vivir (1988 - 1990)
- Te voy a enseñar a querer (1990) — Don Jacinto, alcalde
- Gitana (1990)
- La casa de las dos palmas (1991) — Monseñor Pedro José Herreros
- Espumas (1991) — Pedro
- Puerta Grande (1993) — Gonzalo Rincón
- Soledad (1994)
- Paloma (1994)
- Café, con aroma de mujer (1994 - 1995) — Reinaldo Pérez
- La sombra del deseo (1996) — Salomón Echeverry
- Las Juanas (1997) — Jeremías Guerra
- Viaje el pasado (1997)
- Traga maluca (2000)
- Francisco el Matemático (2003)
- Mesa para tres (2004) — Adalberto "El Cojo" Arbeláez
- Te voy a enseñar a querer (2004) — Sacrificios Díaz De León
- La Tormenta (2005) —  Cipriano Camacho
- Zona rosa (2007) — Bautista
- Infieles anónimos (2007)
- Aquí no hay quien viva (2008) — Profesor (Episodio: Érase una boda)
- Doña Bárbara (2008 - 2009) — Melesio Sandoval
- La sucursal del cielo (2008) — Pepe Belalcázar
- Los canarios (2011) — Don Amado
- La Teacher de inglés (2011) — Don Chepe
- Pablo Escobar, el patrón del mal (2012) — Coronel Hernando Navas Rubio
- Tres Caínes (2013) — Comandante Miguel Miranda "Punto Fijo" (Manuel Marulanda Vélez "Tirofijo")
- Un sueño llamado salsa (2014) — Ariel Trujillo
- El corazón del océano (2014)
- Bloque de búsqueda (2016) — Darío Uzma
- Más allá del tiempo (2019) — Don Pepe Sierra

### Cine
- Canaguaro  (1981)
- Ajuste de cuentas  (1984)
- Bonaparte, Investigador Privado  (1985)
- El día de las Mercedes  (1985)
- La pena máxima (2001)

### Teatro
Actor de planta de:
- Teatro El Búho
- Teatro de Cali
- Escuela de Teatro Universidad de Chile
- Teatro Popular de Ecuador
- Teatro Popular de Bogotá